# Intimidare
Intimidarea este un fenomen sau comportament atât la om cât și la animale care se manifestă prin a deveni agresiv față de adversar sau oponent sau dușman. Nu este necesar să se demonstreze că comportamentul a fost atât de violent încât a provocat groază medie sau că victima a fost de fapt înspăimântată. La om intimidarea poate lua diverse forme: intimidarea fizică, intimidarea verbală, intimidarea psihologică

## Intimidarea fizică
Intimidarea fizică se referă la acel comportament pe care îl are un om, bărbat sau femeie față de altcineva prin ai produce piedici, blocaje sau prin a forța pe cineva să adopte un anumit comportament inferior față de cel care intimidează.

## Intimidarea verbală
Intimidarea verbală se referă la folosirea de cuvinte superioare față de adversar sau oponent  pentru a-și arăta superioritatea, cuvintele pot fi jignitoare sau de altă formă ele sunt spuse în așa fel încât adversarul cedează sau nu mai răspunde înapoi, un fenomen cunoscut printre oameni e acela: „ca să-mi închidă gura.”
Nu întotdeauna cel care este intimidat verbal va tăcea, el se poate umple cu ură sau resentimente față de cel care îl intimidează și care pot persista mult timp în conștiința cuiva.

## Intimidarea psihologică
Intimidarea psihologică se referă la o tehnică sau stil ce o adoptă o persoană superioară față de cineva inferior (ideea de superioritate poate fi și presupusă sau susținută) care poate duce la un război psihologic intre două sau mai multe persoane. 
Scopul e înăbușirea comportamentului adversarului prin folosirea tuturor mijloacelor posibile care pot fi făcute prin: cuvinte, muzică, afișe publicitare,  comportament la locul de muncă sau într-un spațiu restrâns departe de privirile altor oameni.
Un om intimidat la nivel psihologic și care e învins în unele cazuri poate avea comportamente care duc la boli ca depresie, anxietate, izolare socială.
Aceasta din urmă e posibil să devină periculoasă pentru societate între indivizi pentru că pot da naștere la comportamente pe care oamenii să nu le fi avut înainte de „războiul psihologic”.

## Efecte
În lume se folosesc des aceste tehnici acolo unde oamenii devin contradictori față de cei pe care îi ascultă pentru că se găsește același fenomen de majoritate și opoziție intre care se poate declanșa un război verbal sau război social, scopul e același de a învinge dușmanul pe toate căile.  Oamenii pot suferi de pe urma acestor comportamente mai ales când cel care este intimidat e singur fără nici un ajutor,
Intimidarea are ca efect inducerea stării de frică, prin ea se urmărește de ai lua adversarului voința de a mai lupta fizic sau verbal. Astfel poate deveni vulnerabil și ușor de învins.
În religiile extremiste intimidarea se presupune a fi folosită ca instrument de a supune membrii care nu se conformează principiilor personale a unei religii prin invocarea „pedepsei divine” în strânsă legătură cu dezastre naturale, război sau boală individuală.

## Vezi și
- Traumă psihică
- Bullying
- Șantaj emoțional
- Gaslighting